# Décès en 2010
Décès
- 2006
- 2007
- 2008
- 2009
- 2010
- 2011
- 2012
- 2013
- 2014

Cet article présente une liste de personnalités mortes au cours de l'année 2010 dont la date de décès précise est inconnue.
La liste des personnes référencées dans Wikipédia est disponible dans la page de la Catégorie:Décès en 2010

Les mois de l'année font l'objet de listes spécifiques :

## Date inconnue
- Tsogzol Natsagdorj, compositeur mongol (° 17 avril 1951).